# تلخة دان العليا (سر أسياب يوسفي)
تلخة دان العلیا (بالفارسية: تلخه‌دان علیا) هي قرية تقع في إيران في قسم سر أسياب يوسفي الريفي. يقدر عدد سكانها بـ 65 نسمة .